# واژه و معنای آن از فارسی میانه تا فارسی
واژه و معنای آن از فارسی میانه تا فارسی کتابی از کتایون مزداپور است که در سال ۱۳۹۰ منتشر و در مراسم کتاب سال جمهوری اسلامی ایران به‌عنوان کتاب برگزیده معرفی شد.